# Eritrejska nakfa
Eritrejska nakfa je valuta u Eritreji. Kratica, odn. simbol za nakfu je Nfk, a međunarodni kod ERN. Jedna nakfa sastoji se od 100 centi.
Nakfu izdaje Banka Eritreje. U 2008. godini inflacija je iznosila 18%.

## Historijat
Uvedena je 1997. kao zamjena za etiopski bir, a nazvana je po gradu Nakfi.

## Novčanice i kovanice
Postoje novčanice u iznosima od 1, 5, 10, 20, 50 i 100 nakfi i kovanice od 1, 5, 10, 25 i 50 centi te 1 nakfa.